# Porta Napoli (Lecce)
La Porta Napoli est un arc de triomphe de Lecce, qui marque l’entrée du centre historique de la ville avec les deux autres portes existantes, la Porta San Biagio et la Porta Rudiae. Elle est située près de la place Arco di Trionfo.

## Histoire
La porte, construite en 1548 en l'honneur de Charles Quint, qui fit construire les fortifications pour défendre la ville, se trouve sur le site de l'ancienne Porta San Giusto. Il a été demandé aux citoyens et à Ferrante Loffredo, doyen de la province de Terra d'Otranto, de célébrer symboliquement le pouvoir et l'empire de Charles Quint de Habsbourg. On l'appelait ainsi parce que c'était la porte d'entrée de la route consulaire de Naples.
La zone de la Porta Napoli a été affectée par des fouilles archéologiques menées par l’Université du Salento, qui ont permis de mettre au jour différentes sépultures riches en équipements funéraires datant de l’époque messapienne.

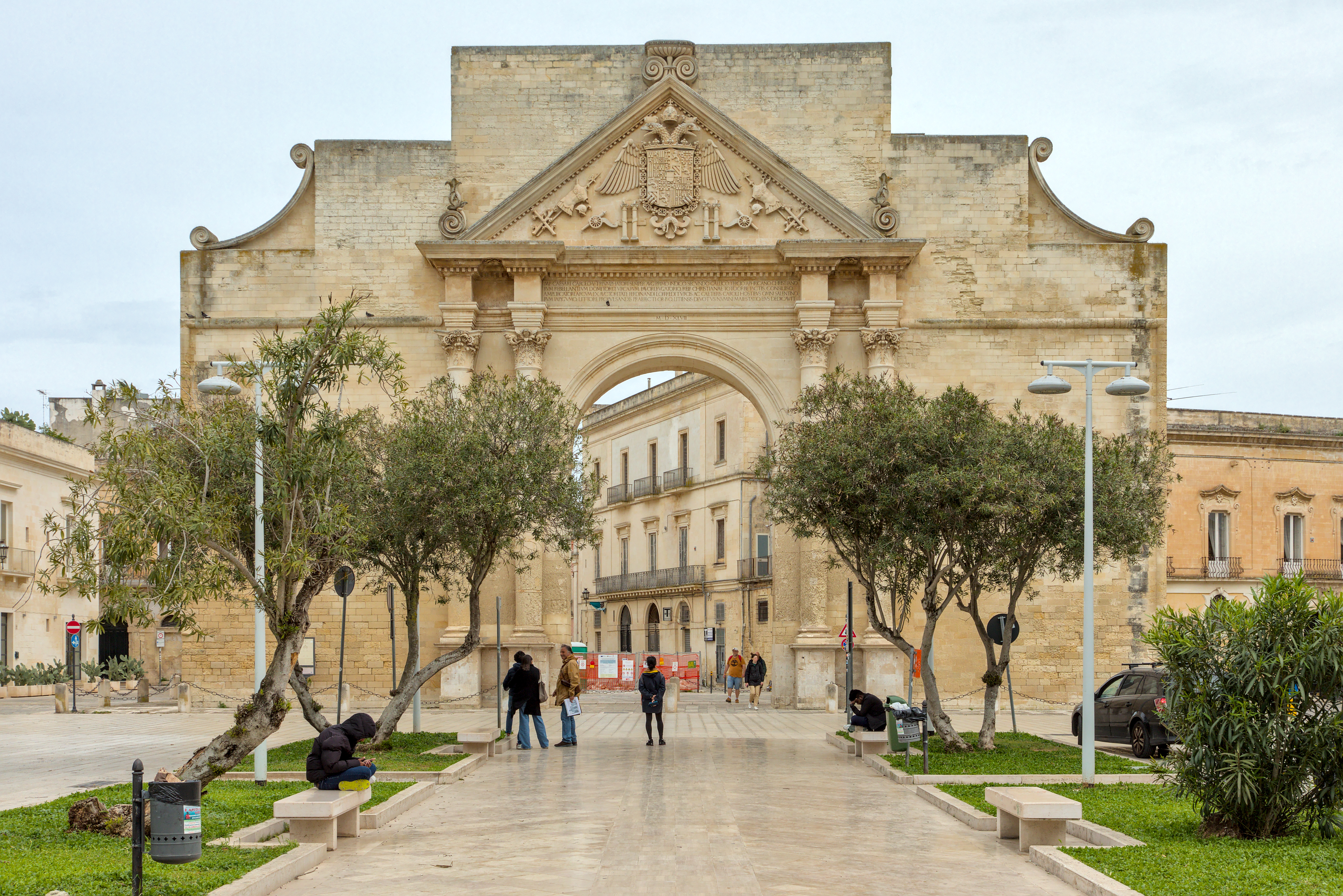
Vue depuis la Viale dell'Università.
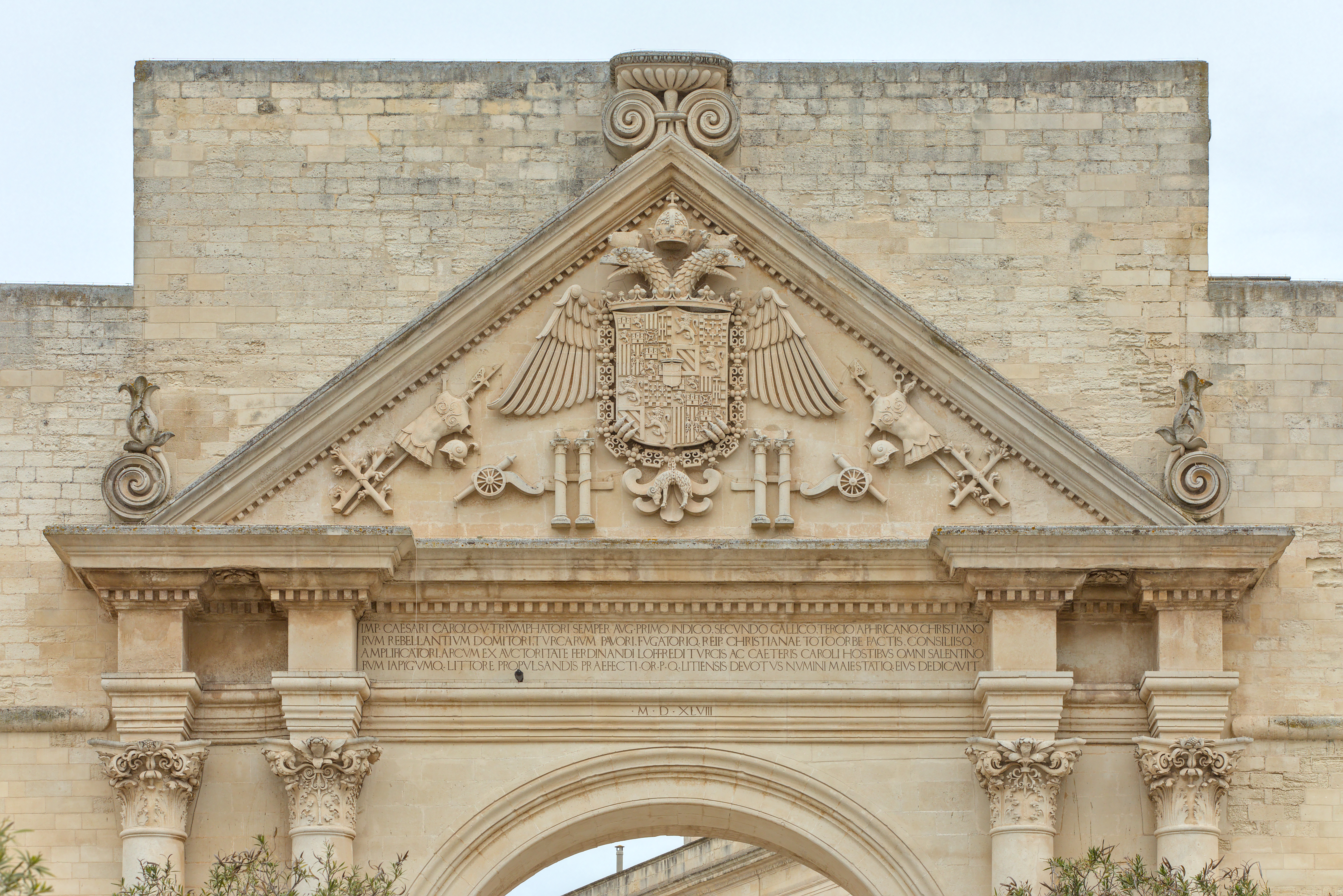
Fronton.